# Copa del Món de ciclisme de 1990
La Copa del Món de ciclisme de 1990 fou la 2a edició de la Copa del Món de ciclisme.

## Calendari
| Data           | Cursa                            | País          | Vencedor          | Equip              |
| -------------- | -------------------------------- | ------------- | ----------------- | ------------------ |
| 17 de març     | Milà-Sanremo                     | Itàlia        | Gianni Bugno      | Chateau d'Ax       |
| 1 d'abril      | Tour de Flandes                  | Bèlgica       | Moreno Argentin   | Ceràmica Ariostea  |
| 8 d'abril      | París-Roubaix                    | França        | Eddy Planckaert   | Panasonic          |
| 15 d'abril     | Lieja-Bastogne-Lieja             | Bèlgica       | Eric van Lancker  | Panasonic          |
| 21 d'abril     | Amstel Gold Race                 | Països Baixos | Adri van der Poel | Weinmann           |
| 29 de juliol   | Wincanton Classic                | Regne Unit    | Gianni Bugno      | Chateau d'Ax       |
| 11 d'agost     | Clàssica de Sant Sebastià        | Espanya       | Miguel Indurain   | Banesto            |
| 19 d'agost     | Campionat de Zuric               | Suïssa        | Charly Mottet     | R.M.O.             |
| 30 d'agost     | Gran Premi de les Amèriques      | Canadà        | Franco Ballerini  | Del Tongo          |
| 26 de setembre | Gran Premi de la Libération      | Països Baixos | TVM               | TVM                |
| 14 d'octubre   | París-Tours                      | França        | Rolf Sörensen     | Ceràmica Ariostea  |
| 20 d'octubre   | Giro de Llombardia               | Itàlia        | Gilles Delion     | Helvetia-La Suisse |
| 27 d'octubre   | Final de la Copa del Món (Lunel) | França        | Erik Breukink     | PDM                |

## Classificacions finals

### Individual
| Posició | Ciclista           | Equip           | Punts |
| ------- | ------------------ | --------------- | ----- |
| 1       | Gianni Bugno       | Chateau d'Ax    | 133   |
| 2       | Rudy Dhaenens      | PDM             | 99    |
| 3       | Sean Kelly         | PDM             | 94    |
| 4       | Franco Ballerini   | Del Tongo       | 89    |
| 5       | Gilles Delion      | Castorama       | 82    |
| 6       | Claudio Chiappucci | Amica Chips     | 78    |
| 7       | Steve Bauer        | Motorola        | 68    |
| 8       | Thomas Wegmuller   | Festina         | 67    |
| 9       | Rolf Sørensen      | Landbouwkrediet | 66    |
| 10      | Federico Etxave    | CLAS-Cajastur   | 65    |

### Equips
| Posició | Equip              | Punts |
| ------- | ------------------ | ----- |
| 1       | PDM                | 92    |
| 2       | Helvetia           | 77    |
| 3       | Panasonic          | 59    |
| 4       | Ceramiche Ariostea | 55    |
| 5       | Weinmann           | 52    |